# Ховард, Тревор
Тревор Уоллес Ховард-Смит (англ. Trevor Wallace Howard-Smith; 29 сентября 1913 — 7 января 1988) — британский актёр театра, кино и телевидения, лауреат премий BAFTA и «Эмми», номинант на премию «Оскар».

## Биография
Тревор Уоллас Ховард-Смит был старшим и единственным сыном Артура Джона Ховарда-Смита, представителя компании Lloyd’s of London на Цейлоне, и его жены, Мейбл Грей Уоллас, медсестры по профессии. До пяти лет он проживал в Коломбо, в возрасте восьми лет был отправлен в колледж Клифтон, Бристоль, Англия.
Актёрскому мастерству Ховард обучался в Королевской академии драматического искусства, за несколько лет до Второй мировой войны выступал в Лондоне. Его первой оплачиваемой работой стало участие в пьесе Revolt in a Reformatory (1934), ещё до того как он ушёл из Королевской академии в 1935 году в поисках небольших ролей. В том же году он был замечен агентом киностудии Paramount Pictures, однако отклонил предложение о сотрудничестве, предпочтя театральную карьеру. В 1936 году он был приглашён в Стратфорд в труппу Королевского шекспировского театра, а также получил роль в лондонском спектакле Теренса Реттигена French without Tears, демонстрировавшемся на сцене в течение двух лет. В 1939 году он вернулся в Стратфорд.
В начале Второй мировой войны Ховард вызвался служить добровольцем в войсках Королевских военно-воздушных сил Великобритании и Британской армии, но ему было отказано. Тем не менее, в 1940 году, после работы в Колчестерском репертуарном театре, он был призван в Королевский корпус связи, в воздушно-десантную дивизию, став вторым лейтенантом, прежде чем он был демобилизован в 1943 году.

## Карьера
Ховард наиболее известен по фильму «Короткая встреча». После этого фильма Ховард снялся в таких лентах, как «Третий человек», «Суть дела», «Ключ», за который он получил премию BAFTA, и «Сыновья и любовники», за который он номинировался на «Оскар».
Последней ролью актёра стал фильм «Заря» с Энтони Хопкинсом.

## Избранная фильмография
| Год  |     | Русское название                        | Оригинальное название             | Роль                                              |
| ---- | --- | --------------------------------------- | --------------------------------- | ------------------------------------------------- |
| 1945 | ф   | Короткая встреча                        | Brief Encounter                   | Алек Харви                                        |
| 1945 | ф   | Навстречу звёздам                       | The Way to the Stars              | Картер                                            |
| 1946 | ф   | Я вижу незнакомца                       | I See a Dark Stranger             | лейтенант Дэвид Бэйнс                             |
| 1946 | ф   | Зелёный — цвет опасности                | Green for Danger                  | Барни Барнс                                       |
| 1947 | ф   | В памяти навсегда                       | So Well Remembered                | доктор Ричард Уайтсайд                            |
| 1947 | ф   | Они сделали меня беглецом               | They Made Me a Fugitive           | Клем Морган                                       |
| 1949 | ф   | Страстная дружба                        | The Passionate Friends            | Стивен Стрэттон                                   |
| 1949 | ф   | Третий человек                          | The Third Man                     | майор Кэллоуэй                                    |
| 1950 | ф   | Бабочки                                 | The Clouded Yellow                | майор Дэвид Сомерс                                |
| 1950 | ф   | Одетта                                  | Odette                            | Питер Черчилл/Рауль                               |
| 1950 | ф   | Золотая саламандра                      | Golden Salamander                 | Дэвид Редферн                                     |
| 1951 | ф   | Изгнанник с островов                    | Outcast of the Islands            | Питер Виллемс                                     |
| 1953 | ф   | Суть дела                               | The Heart of the Matter           | Скоби                                             |
| 1955 | ф   | Влюблённые из Тахо                      | Les amants du Tage                | инспектор Льюис                                   |
| 1955 | ф   | Герои утлого судёнышка                  | The Cockleshell Heroes            | капитан Хью Томпсон                               |
| 1956 | ф   | Вокруг света за 80 дней                 | Around the World in 80 Days       | Фоллетин                                          |
| 1957 | ф   | Интерпол                                | Interpol                          | Фрэнк МакНэлли                                    |
| 1957 | ф   | Мануэла                                 | Manuela                           | Джеймс Протеро                                    |
| 1958 | ф   | «Ключ»                                  | The Key                           | Крис Форд                                         |
| 1958 | ф   | Корни неба                              | The Roots of Heaven               | Морель                                            |
| 1960 | ф   | Сыновья и любовники                     | Sons and Lovers                   | Уолтер Морел                                      |
| 1962 | ф   | Мятеж на «Баунти»                       | Mutiny On The Bounty              | Уильям Блай                                       |
| 1964 | ф   | Папа гусь                               | Father Goose                      | Фрэнк Хоутон                                      |
| 1965 | ф   | Операция «Арбалет»                      | Operation Crossbow                | профессор Линдеманн                               |
| 1965 | ф   | Поезд фон Райена                        | Von Ryan's Express                | майор Эрик Финчем                                 |
| 1965 | ф   | Моритури                                | Morituri                          | полковник Статтер                                 |
| 1965 | ф   | Ликвидатор                              | The Liquidator                    | Мостин                                            |
| 1966 | ф   | Маки — это тоже цветы                   | The Poppy Is Also a Flower        | Сэм Линкольн                                      |
| 1966 | ф   | Тройной крест                           | Triple Cross                      | британский офицер                                 |
| 1967 | ф   | Долгая дуэль                            | The Long Duel                     | Янг                                               |
| 1968 | ф   | Атака лёгкой кавалерии                  | The Charge of the Light Brigade   | лорд Кардиган                                     |
| 1969 | ф   | Битва за Британию                       | Battle of Britain                 | Кит Парк                                          |
| 1969 | ф   | Лола                                    | Lola                              | дедушка Лолы                                      |
| 1970 | ф   | Дочь Райана                             | Ryan's Daughter                   | отец Хью Коллинз                                  |
| 1971 | ф   | Поймать шпиона                          | To Catch a Spy                    | сэр Тревор Доусон                                 |
| 1971 | ф   | Мария — королева Шотландии              | Mary, Queen of Scots              | Уильям Сесил                                      |
| 1971 | ф   | Похищенный                              | Kidnapped                         | лорд-адвокат Грант                                |
| 1972 | ф   | Людвиг                                  | Ludwig                            | Рихард Вагнер                                     |
| 1972 | ф   | Оскорбление                             | The Offence                       | лейтенант Картрайт                                |
| 1972 | ф   | Папесса Иоанна                          | Pope Joan                         | папа римский Лев IV                               |
| 1973 | ф   | Кукольный дом                           | A Doll's House                    | доктор Ранк                                       |
| 1974 | ф   | Похитители бриллиантов                  | 11 Harrowhouse                    | Клайд Мэсси                                       |
| 1974 | ф   | Преследование                           | Persecution                       | Пол Беллами                                       |
| 1975 | ф   | Граф Монте Кристо                       | The Count of Monte Cristo         | аббат Фариа                                       |
| 1975 | ф   | Недостойное поведение                   | Conduct Unbecoming                | полковник Бенджамин Стрэнг                        |
| 1976 | ф   | Асы в небе                              | Aces High                         | Силкин                                            |
| 1976 | ф   | Непристойные приключения Тома Джонса    | The Bawdy Adventures of Tom Jones | сквайр Вестерн                                    |
| 1977 | ф   | Последний римейк Красавчика Жеста       | The Last Remake of Beau Geste     | сэр Гектор                                        |
| 1978 | ф   | Стиви                                   | Stevie                            | мужчина                                           |
| 1978 | ф   | Супермен                                | Superman                          | первый старейшина                                 |
| 1979 | ф   | Метеор                                  | Meteor                            | сэр Майкл Хьюз                                    |
| 1969 | ф   | Ураган                                  | Hurricane                         | отец Мэлоун                                       |
| 1980 | ф   | Морские волки                           | The Sea Wolves                    | Джек Картрайт                                     |
| 1981 | ф   | Большое кукольное путешествие           | The Great Muppet Caper            | сердитый человек в ресторане (в титрах не указан) |
| 1981 | ф   | На расстоянии световых лет              | Les Années lumière                | Йошка Полякефф                                    |
| 1981 | ф   | Шагающий по ветру                       | Windwalker                        | Шагающий по ветру                                 |
| 1982 | ф   | Миссионер                               | The Missionary                    | лорд Генри Эймс                                   |
| 1982 | ф   | Ганди                                   | Gandhi                            | судья Брумфилд                                    |
| 1984 | ф   | Легенда о сэре Гавейне и Зелёном рыцаре | Sword Of The Valiant              | Король                                            |
| 1986 | мтф | Пётр Великий                            | Peter the Great                   | Исаак Ньютон                                      |
| 1986 | ф   | Иностранец                              | Foreign Body                      | доктор Стирри                                     |
| 1987 | ф   | Белое зло                               | White Mischief                    | Гилберт Колвайл                                   |
| 1988 | ф   | Заря                                    | The Dawning                       | дедушка Нэнси                                     |
| 1988 | ф   | Слуга дьявола                           | The Unholy                        | отец Силва                                        |